# Компассия
Компассия (лат. Koompassia) — род высоких деревьев семейства Бобовые (Fabaceae), распространённых в тропических лесах Юго-Восточной Азии.
Представители рода известны как источники ценной древесины.

## Виды
По информации базы данных The Plant List, род включает 3 вида:
- Koompassia excelsa (Becc.) Taub.. Одно из самых высоких тропических деревьев, достигающее более 80 метров в высоту.
- Koompassia grandiflora Kosterm.
- Koompassia malaccensis Maingay ex Benth. — Компассия малаккская, или Кемпас